# Astracantha kuhitangi
Astracantha kuhitangi là một loài thực vật có hoa trong họ Đậu. Loài này được (Nevski) Podlech miêu tả khoa học đầu tiên.